# 布萊恩·迪岑
布萊恩·迪岑（英語：Brian Dietzen，1977年11月14日—）是美國的一位演員。自從2004年以來，他就開始出演電視劇重返犯罪現場。在2012年，他升格成為這部劇集的常規角色。他也出演過一些犯罪影集和電影。